# 帝京長岡高等学校
帝京長岡高等学校（ていきょうながおかこうとうがっこう、Teikyo Nagaoka High School）は、新潟県長岡市にある私立高等学校。

## 概要
本校の起源は1908年に開校した私立長岡技芸講習所の開校に遡る。学制改革後の幾多の改称と変遷を経て共学化されたのち、帝京大学グループに入った1991年に現在の校名となった。
現在、県内では唯一の帝京大学グループに属する高等学校である。かつては女子校で商業科が設置されていたが、共学化を前に廃止されている。
部活動の活動が盛んで、運動部を中心に多くの全国大会に出場している。なかでもサッカー部は県内屈指の強豪校および全国大会の常連校としても知られ、数多くのJリーグ選手を出している。

## 設置課程
- 全日制課程
  - 普通科（設置：1961年度）
    - 特進コース
    - 文理コース
    - 総合コース
    - アスリート進学コース（強化指定部入部予定者のみ）

### 廃止された課程
- 全日制課程
  - 商業科（設置：1966年度・廃止：1985年度）

## 沿革
- 1908年 - 私立長岡技芸講習所として創立
- 1912年 - 私立長岡実業女学校に転換。
- 1927年 - 長岡高等実業女学校に改称。
- 1948年 - 学制改革、悠久学園高等学校に転換。
- 1950年 - 長岡実業女子高等学校に改称。
- 1961年 - 普通科を設置。
- 1966年 - 商業科を設置。
- 1966年 - 長岡女子高等学校に改称。
- 1985年 - 現在地に移転、商業科を閉課。
- 1987年 - 学校法人名を蒼柴学園に、校名を長岡中央高等学校に改称。女子校から男女共学化。
- 1991年 - 帝京長岡高等学校に改称。
- 1999年 - 帝京長岡中学校を開校。
- 2005年 - 帝京長岡中学校、募集停止。
- 2007年 - 帝京長岡中学校を休校とする[1]。
- 2009年 - 特進コースを設置。
- 2010年度 - 制服を改訂[2]。男子は学生服（チャックタイプ）・女子はブレザータイプに改定。
- 2017年9月 - 二度の放火により体育館棟、剣道場が被災。
- 2020年 - 第98回全国高校サッカー大会ベスト4
- 2021年 - 第99回全国高校サッカー大会ベスト4
- 2022年度 - 制服を改訂。
- 2022年7月28日 - 第104回全国高校野球選手権新潟大会で準優勝。

## ギャラリー

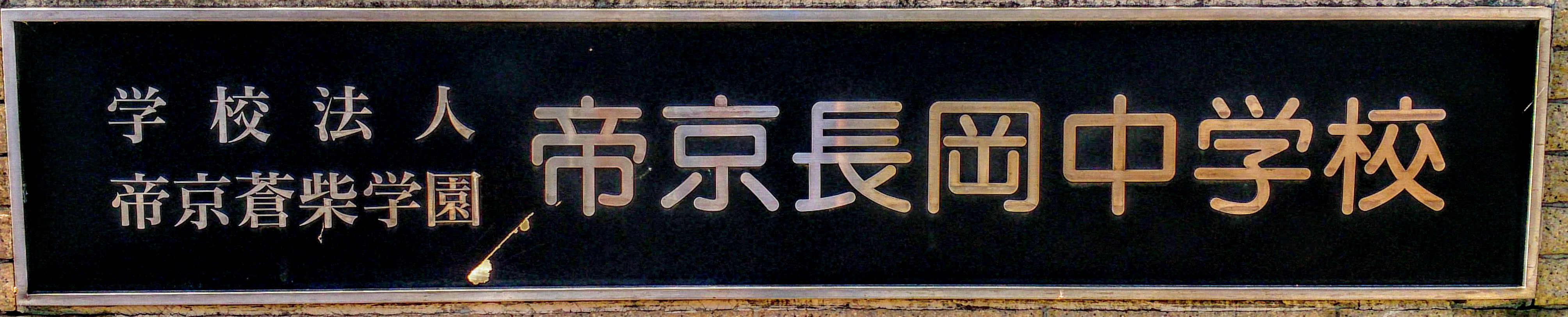
帝京長岡中学校の学校表示

## 校舎
本校の校舎内はいずれもGoogleのストリートビューにて公開されている。

## 校舎の罹災

### 放火事件
- 2017年9月：体育館棟（13日）、剣道場（15日）から相次いで不審火が発生し、生徒が運動場に避難する事案が発生した。

放火事件として捜査していた長岡警察署は、2度に渡って放火した現住建造物等放火罪（刑法108条）の疑いで、16日に長岡市内在住の1年生男子生徒（16歳）を逮捕・送検した。
- 2018年4月3日：同日の夜8時、敷地内のゴミ置き場に放火したとして[5]、本校を2018年3月に卒業した大学生の男（18歳）が非現住建造物等放火容疑で逮捕された[6][7][8]。

## 部活動
強化指定部
- 硬式野球部
- 男子バスケットボール部 - ウインターカップ10回出場、高校総体出場。
- 男子サッカー部 - 全国高校サッカー10回出場（2020年、2021年ベスト4）、高校総体 出場。
- 女子サッカー部 - 全日本高等学校女子サッカー選手権大会6回出場、高校総体 出場。
- 柔道部
- 剣道部
- 空手道部
- 女子バレーボール部 - 春の高校バレー9回出場、高校総体9回出場、旧春の高校バレー7回出場。

運動部
- 陸上競技部
- 男子バレーボール部
- 女子バスケットボール部
- テニス部
- ソフトテニス部
- バドミントン部
- 卓球部
- 水泳部
- 弓道部
- チアリーティング部

文化部
- 演劇部
- 茶道部
- 美術部
- 書道部
- 吹奏楽部
- パソコン部
- 華道部

## 著名な出身者

### サッカー選手
- 酒井宣福 - サッカー選手、サガン鳥栖所属。
- 小塚和季 - サッカー選手、清水エスパルス所属。
- 高井和馬 - サッカー選手、中退、SC相模原所属。
- 大桃海斗 - 元サッカー選手
- 谷内田哲平 - サッカー選手、RB大宮アルディージャ所属。
- 晴山岬 - サッカー選手、FVビーブリッヒ02所属。
- 吉田晴稀 - サッカー選手、EDO ALL UNITED所属。
- 松村晟怜 - サッカー選手、湘南ベルマーレ所属。
- 深谷圭佑 - サッカー選手
- 田中克幸 - サッカー選手、北海道コンサドーレ札幌所属。
- 南里杏 - サッカー選手、ノジマステラ神奈川相模原所属。
- 安野匠 - サッカー選手、ベガルタ仙台所属。

### その他
- 中村真衣 - 元水泳選手、シドニーオリンピック銀・銅メダル。
- 遠藤善 - プロバスケットボール選手
- 星野曹樹 - プロバスケットボール選手
- ひなた・ぴろん - アコースティックデュオ
- 星野和之 - 芸人、元バックスクリーン
- 茨木秀俊 - プロ野球選手、阪神タイガース所属
- 茨木佑太 - プロ野球選手、千葉ロッテマリーンズ所属、茨木秀俊の実弟

## 交通アクセス
- JR東日本（上越新幹線・信越本線・上越線）長岡駅（東口）より東南へ1000m（徒歩：約15分）
- 越後交通「帝京長岡中学高校前」バス停より徒歩すぐ